# Danny Wallace
David Lloyd ("Danny") Wallace (Greenwich, 21 januari 1964) is een Engels voormalig betaald voetballer die als aanvaller speelde. Hij is de oudere broer van de tweeling Ray en Rod Wallace. Hij speelde negen jaar voor Southampton (1980-1989) en vier jaar voor Manchester United (1989-1993).

## Clubcarrière

### Southampton
Wallace kwam als 16-jarige uit de jeugd van Southampton in 1980 en speelde 9 jaar in het eerste elftal van The Saints. Zijn vijf jaar jongere broers Ray en Rod, een eeneiïge tweeling, vergezelden hem vanaf 1987. Wallace speelde 253 competitiewedstrijden voor Southampton en scoorde 64 maal.

### Manchester United
In de zomer van 1989 werd Wallace door de legendarische coach Sir Alex Ferguson naar Manchester United gehaald. Met die club won hij drie prijzen. De voornaamste was de UEFA Beker der Bekerwinnaars in 1991. Daarin versloeg hij met Manchester United het FC Barcelona van trainer Johan Cruijff en de Nederlandse libero Ronald Koeman. Rod Wallace was ook een aanvaller, maar scoorde meer doelpunten dan Danny. Rod en Ray werden Engels landskampioen met Leeds United in 1992. Danny kon dat niet verwezenlijken bij Manchester United, de grote rivaal van Leeds United. Ray was een verdediger en werd actief in de lagere reeksen omdat hij niet slaagde bij Southampton en Leeds United. In tegenstelling tot zijn broers won Danny met de Europacup II een prestigieuze Europese prijs.
Wallace won daarnaast de FA Cup in 1990. Crystal Palace werd verslagen na een replay (3–3, 0–1).
Wallace verliet Old Trafford in 1993 en speelde vervolgens nog voor Birmingham City en uiteindelijk Wycombe Wanderers. In 1995 beëindigde Wallace daar zijn loopbaan.

## Interlandcarrière
In zijn enige interlandwedstrijd voor het Engels voetbalelftal, een vriendschappelijke ontmoeting met Egypte op 29 januari 1986 in het Cairo International Stadium, scoorde Wallace een doelpunt. Hij speelde met Mark Hateley en Gary Lineker in de aanval. Engeland won de wedstrijd met 0–4.

## Erelijst
Manchester United FC
- FA Cup

1990
- FA Charity Shield

1990
- UEFA Beker der Bekerwinnaars

1991